# الجناح (فلم)
الجناح (بالإنجليزية: The Ward) هو فيلم رعب أُصدر في الولايات المتحدة سنة 2010.

## طاقم التمثيل
- آمبر هيرد
- دانييل باناباكر
- ليندسي فونسيكا
- ميكا بورم

## القصة
تدور أحداث الفيلم حول فتاة كريستين في مقتبل حياتها، تدخل مصحة نفسية مسكونة بشبح قاتل، يتتبعها، وهي تحاول الإفلات منه لكن لا أحد يصدقها.

## الميزانية والإيرادات
بلغت تكلفة إنتاج الفيلم حوالي 10 ملايين دولار بينما حقق أرباحا تقدر بـ 5,069,499 دولار.

## روابط خارجية
- مقالات تستعمل روابط فنية بلا صلة مع ويكي بيانات